# Ulrich Ramé
Ulrich Ramé (ur. 19 września 1972 w Nantes) – francuski piłkarz występujący na pozycji bramkarza, a także trener.

## Kariera klubowa
Wychowanek klubu Angers SCO, z którego w 1997 roku trafił do Girondins Bordeaux. W barwach nowego zespołu zadebiutował w rozgrywkach Ligue 1, a w 1999 roku zdobył mistrzostwo Francji. W 2002 razem ze swoją drużyną wywalczył Puchar Ligi Francuskiej, a sukces ten powtórzył w 2007 roku. W sezonie 2008/2009 Ramé ponownie wywalczył z Bordeaux mistrzostwo Francji. W reprezentacji Francji Ramé zadebiutował 9 czerwca 1999 roku podczas wygranego 1:0 meczu z Andorą. Następnie razem z zespołem narodowym zdobył Mistrzostwo Europy 2000, zwyciężył w Pucharze Konfederacji 2001 oraz wystąpił na Mistrzostwach Świata 2002, na których Francuzi zostali wyeliminowani już w rundzie grupowej.
| Sezon   | Klub               | Kraj    | Rozgrywki  | Mecze | Bramki | Rozgrywki Europy                    | Mecze | Bramki |
| ------- | ------------------ | ------- | ---------- | ----- | ------ | ----------------------------------- | ----- | ------ |
| 1991/92 | Angers SCO         | Francja | Division 2 | 1     | 0      | –                                   | –     | –      |
| 1992/93 | Angers SCO         | Francja | Division 2 | 1     | 0      | –                                   | –     | –      |
| 1993/94 | Angers SCO         | Francja | Division 1 | 2     | 0      | –                                   | –     | –      |
| 1994/95 | Angers SCO         | Francja | Division 2 | 9     | 0      | –                                   | –     | –      |
| 1995/96 | Angers SCO         | Francja | Division 2 | 28    | 0      | –                                   | –     | –      |
| 1996/97 | Angers SCO         | Francja | National   | 34    | 0      | –                                   | –     | –      |
| 1997/98 | Girondins Bordeaux | Francja | Division 1 | 23    | 0      | Liga Europy UEFA                    | 2     | 0      |
| 1998/99 | Girondins Bordeaux | Francja | Division 1 | 32    | 0      | Liga Europy UEFA                    | 8     | 0      |
| 1999/00 | Girondins Bordeaux | Francja | Division 1 | 34    | 0      | Liga Mistrzów UEFA                  | 11    | 0      |
| 2000/01 | Girondins Bordeaux | Francja | Division 1 | 34    | 0      | Liga Europy UEFA                    | 6     | 0      |
| 2001/02 | Girondins Bordeaux | Francja | Division 1 | 34    | 0      | Liga Europy UEFA                    | 5     | 0      |
| 2002/03 | Girondins Bordeaux | Francja | Ligue 1    | 28    | 0      | Liga Europy UEFA                    | 6     | 0      |
| 2003/04 | Girondins Bordeaux | Francja | Ligue 1    | 35    | 0      | Liga Europy UEFA                    | 10    | 0      |
| 2004/05 | Girondins Bordeaux | Francja | Ligue 1    | 37    | 0      | –                                   | –     | –      |
| 2005/06 | Girondins Bordeaux | Francja | Ligue 1    | 35    | 0      | –                                   | –     | –      |
| 2006/07 | Girondins Bordeaux | Francja | Ligue 1    | 38    | 0      | Liga Mistrzów UEFA Liga Europy UEFA | 6 2   | 0      |
| 2007/08 | Girondins Bordeaux | Francja | Ligue 1    | 36    | 0      | Liga Europy UEFA                    | 7     | 0      |
| 2008/09 | Girondins Bordeaux | Francja | Ligue 1    | 26    | 0      | Liga Mistrzów UEFA Liga Europy UEFA | 3 2   | 0      |
| 2009/10 | Girondins Bordeaux | Francja | Ligue 1    | 10    | 0      | Liga Mistrzów UEFA                  | 2     | 0      |
| 2010/11 | Girondins Bordeaux | Francja | Ligue 1    | 3     | –      | –                                   | –     | –      |
| 2011/12 | CS Sedan           | Francja | Ligue 2    | 32    | 0      | –                                   | –     | –      |
| 2012/13 | CS Sedan           | Francja | Ligue 2    | 14    | 0      | –                                   | –     | –      |